# Chevrolet Beretta
El Beretta de Chevrolet es un auto de tracción delantera cupé producido por Chevrolet entre los años 1987 y 1996, y fue diseñado - al igual que el Camaro y el Corvette- por el Exterior Studio 3. Este vehículo fue construido en Wilmington -Delaware- y Linden -Nueva Jersey- las plantas de ensamblaje de otros autos de la plataforma L,  del Chevrolet Corsica y, en Canadá, de los Pontiac Tempest sedanes de cuatro puertas. El Beretta fue producido en versiones base, CL, GT, GTU, Indy, GTZ y Z26. Un convertible fue el auto de seguridad para la edición 1990 del Indianápolis 500, y GM anunció inicialmente una réplica de producción convertible, pero una versión cupé se ofreció en su lugar..

## Z26
En 1994, el GT y GTZ fueron reemplazados por el Beretta Z26, que se puso de lleno entre el Cavalier Z24 y Camaro Z28 en la alineación de Chevrolet. El motor 3,1 L V6 fue rediseñado y se convirtió en el motor V6 de 3100 rpm, ganando 20 caballos de fuerza a 160. El nuevo V6 3100 solamente estaba disponible con una transmisión automática de 4 velocidades nueva. El Quad 4 HO ha perdido un total de 10 CV (7 kW) en 1994, su último año de producción. El 2.3 L de 4 cilindros solamente estaba disponible con una transmisión manual de 5 velocidades. En 1995, el V6 3100 perdió 5 caballos de fuerza a 155, que también llevó al modelo de 1996.
Las ventas del Beretta disminuyeron de manera constante a medida que el mercado se alejó de los modelos de dos puertas. En 1996, y tras 10 años de producción, Chevrolet concluyó la producción tanto del Beretta como del Córsica. El Córsica fue reemplazado por el Chevrolet Malibu. El último Beretta salió de la línea de montaje el 30 de julio de 1996.